# Montes submarinos de Músicos
Los montes submarinos de Músicos son una cadena de montes submarinos en el Océano Pacífico, al norte de la dorsal hawaiana. Hay unos 65 montes submarinos, algunos de los cuales llevan el nombre de músicos. Estos montes submarinos existen en dos cadenas, una de las cuales se ha atribuido a un punto caliente probablemente extinto llamado punto caliente Euterpe. Otros pueden haberse formado debido a la tectónica de placas asociada al límite entre la placa del Pacífico y la antigua placa de Farallón

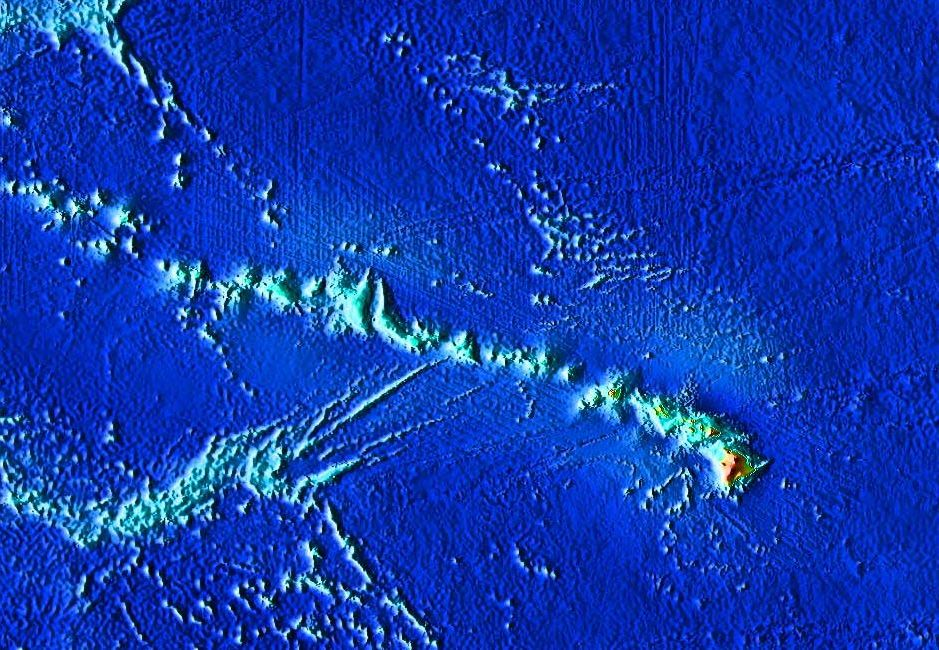
Los montes submarinos de Músicos están en el sector central superior de la imagen

Los montes submarinos se formaron sobre una corteza oceánica joven durante el Cretácico, pero una segunda fase de actividad volcánica tuvo lugar durante el Eoceno. En los montes submarinos hay arrecifes de coral de aguas profundas.

## Geografía y geomorfología
Los montes submarinos de Músicos se encuentran en el centro-norte del Pacífico, al norte de la dorsal hawaiana y al noroeste de la isla Necker, y se extienden a lo largo de 1.200 kilómetros. Los montes submarinos se conocían anteriormente como North Hawaiian Seamount Range y fueron de las primeras montañas submarinas que se investigaron a fondo.

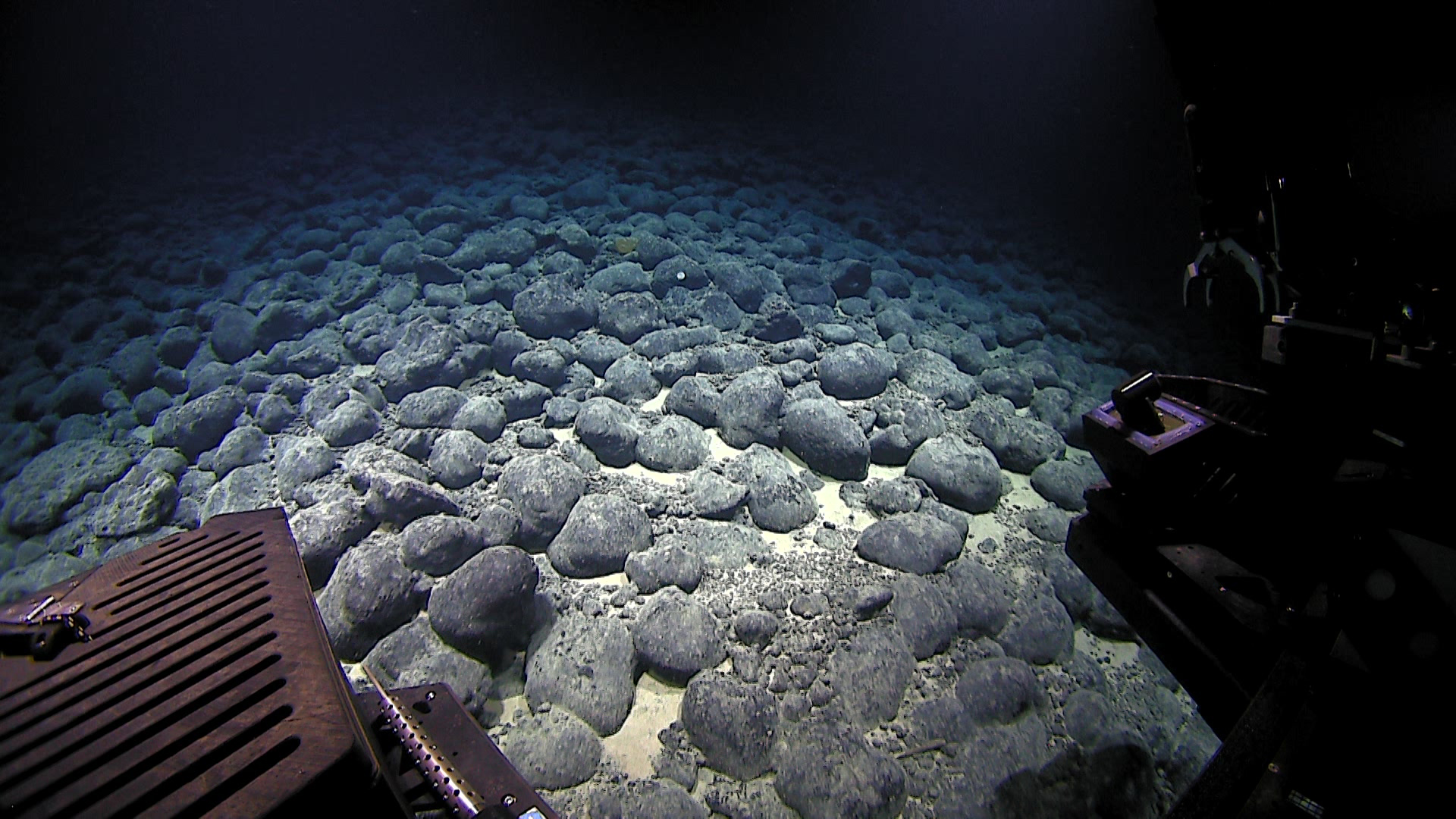
Paisaje en el monte submarino Mozart

Los montes submarinos consisten en dos cadenas separadas (una con tendencia norte-sur paralela a la cadena de montes submarinos Hawái-Emperador y la otra con dirección noroeste-sureste paralela a las islas de la Línea del norte) de crestas que se extienden de este a oeste y montes submarinos. Los montes submarinos suelen tener una sección transversal elíptica y alturas de entre 1.000 y 4.000 metros y no tienen cimas planas como otros montes submarinos al sur de la dorsal hawaiana; el más alto es el monte submarino Liszt, cuya cima tiene una profundidad de 1.582 metros. Las crestas contienen volcanes individuales y alcanzan longitudes de más de 400 kilómetros; en las crestas Italiana {{efn|In the northeasternmost Musicians Seamounts. y Bach los volcanes tienen una altura de 2,2-5,1 kilómetros. El horst de los montes submarinos de Músicos y las crestas del sur son características adicionales de los montes submarinos de Músicos. El terreno observado por los vehículos teledirigidos muestra grandes bloques, lavas almohadilladas, terreno plano, flujos de lava y taludes.
El número total de montes submarinos es de unos 65, algunos de los cuales Henry William Menard bautizó con el nombre de músicos del siglo XVIII.